# 8-мм кіноплівка

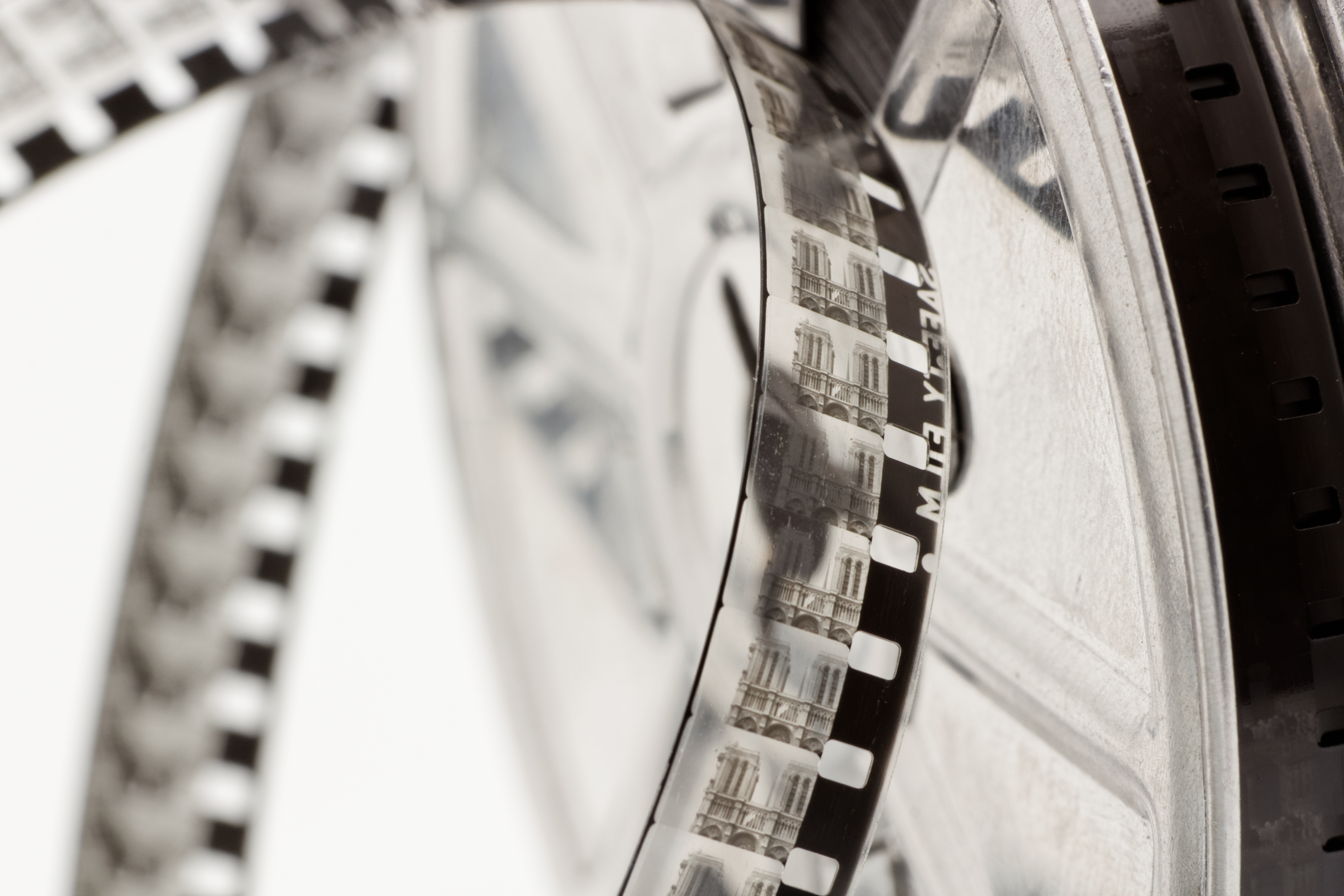
8-мм проявлена кіноплівка

8-мм кіноплівка, 8-міліметрова кіноплівка — кіноплівка шириною 7,975 ± 0,03 міліметрів з односторонньою перфорацією, випускається як в одинарному, так і в подвійному виконанні 2×8. Найвужча з усіх існуючих кіноплівка, що називалася на початку випуску англ. Cine Kodak Eight, призначена для аматорського кіно через невелику площу кадру і, як наслідок, невисоку якість зображення . Фільмокопії на ній прийнято називати дрібноформатні.
До недавнього часу 8-мм кіноплівка випускалася тільки обертана і спочатку не розраховувалася на копіювання. Поодинокі випадки контактного друку в аматорських умовах давали дзеркальну копію, яка повинна була заряджатися в проєктор підкладкою до об'єктиву. З цієї причини кінопроєктори для 8-мм кіноплівки, як і всі вузькоплівкові, передбачають такий же її хід, як і в Кінокамерах — емульсією до об'єктиву .
Існують дві несумісних різновиди 8-мм кіноплівки — стандартна і «8 Супер».

## Формат N8
Винаходу формату передувала технологія економного використання 16-мм кіноплівки «Kemko Homovie», при якій на площі стандартного кадру розміщувалися чотири зменшених. Компанія «Kodel Electrical & Manufacturing Company» у 1930 році налагодила випуск кінокамер і двоформатних кінопроєкторів, що підтримують як стандартний, так і зменшений кадр. Камера експонувала 4 кадрика на площі одного стандартного за рахунок складного переміщення фільмового каналу методом бустрофедона при прямому русі кіноплівки
. За один цикл по черзі експонувалися лівий і правий кадри верхнього ряду, а потім правий і лівий нижнього. Механізм був складним і ненадійним, але дозволяв знизити витрату дорогого фотоматеріалу.

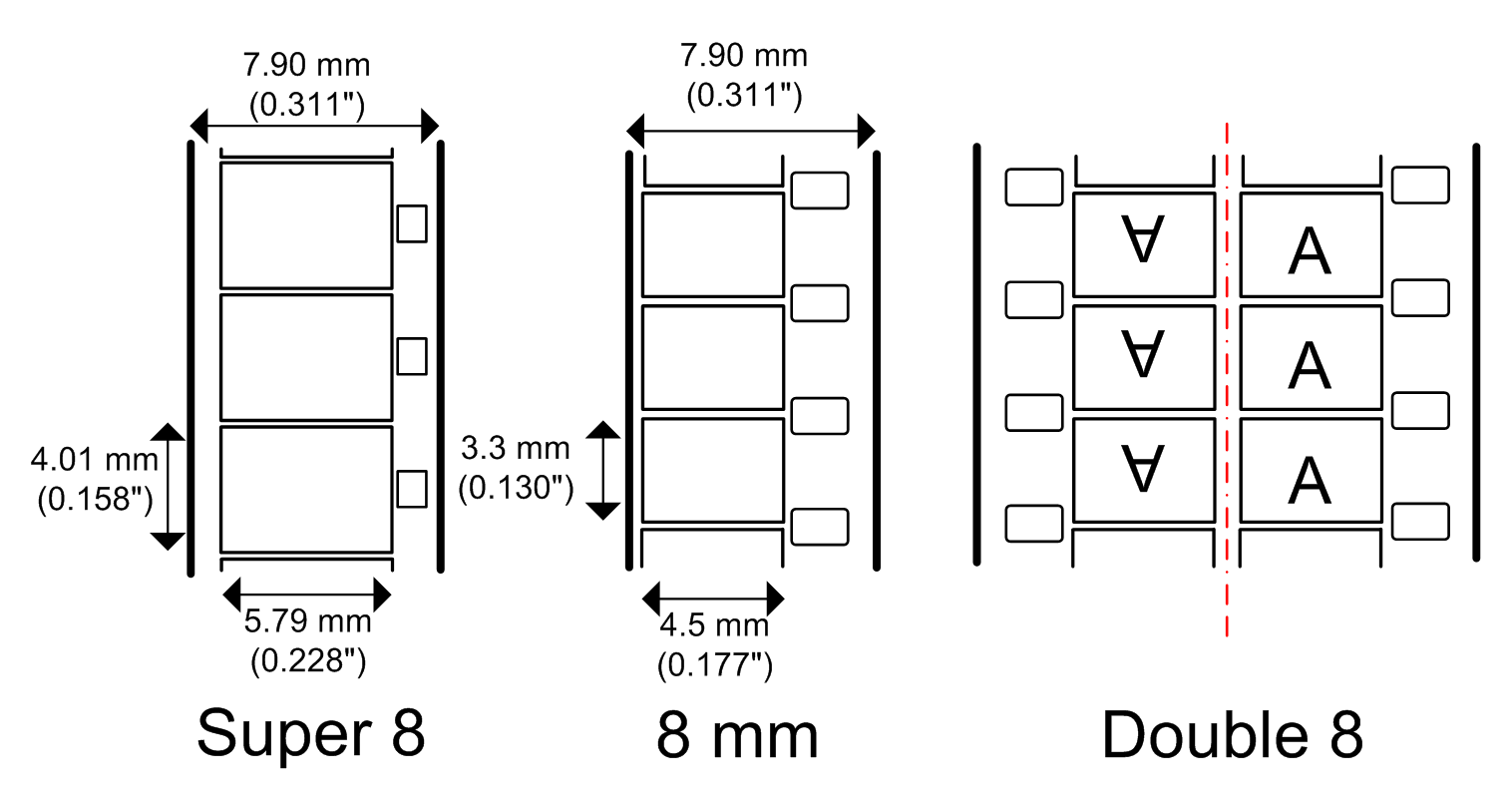
Стандарти 8 Супер, 8-мм і 2x8-мм

Через 2 роки ідея була вдосконалена компанією Eastman Kodak, що випустила новий тип кіноплівки. Можливість двостороннього ходу стрічки позбавила від складного механізму, дозволивши створювати дешеву і надійну апаратуру. Формат, анонсований в 1932-у, є 16-мм кіноплівкою з укороченим удвічі кроком перфорації. Така кіноплівка, що отримала назву 2×8 мм (англ. Double 8), також забезпечувала Чотириразову економію при колишній частоті кінозйомки: за один прохід в камері експонувалася тільки половина ширини, і в результаті на площі одного 16-мм кадру розміщувалися чотири. Після закінчення рулону подаюча і прийомна бобіни мінялися місцями і зйомка тривала на другу половину, як в магнітофонах.
Після проявлення кіноплівка розрізалася уздовж і склеювалася, даючи подвоєну довжину фільму шириною 8-мм. Кадрове вікно кінознімального апарату мало розміри 4,9×3,55 мм, а корисна площа, що проєктуються на екран складає 4,4×3,25 мм 
. Перфорація повністю відповідає 16-мм плівці: 1,83×1,27 мм, але її крок 3,81 мм вдвічі коротший. Стандартною частотою зйомки і проєкції для формату 2×8 вважається «німа» швидкість 16 кадрів в секунду. Передбачено простір для магнітної фонограми шириною 0,69 мм між краєм плівки та перфорацією. Найзнаменитішим аматорським фільмом, знятим на таку кіноплівку, вважається фільм Запрудера, що відобразив вбивство Джона Кеннеді.
Деякі компанії незабаром після появи кіноплівки 2×8 почали виробляти плівку і апаратуру одинарного формату, що не потребує подальшого розрізання. Однак, після виходу в 1936 році плівки Kodachrome, доступної тільки в подвійному форматі, випуск одинарної кіноплівки і відповідної апаратури був припинений більшістю компаній. Виробництво кіноплівки 1×8N продовжили тільки Agfa і радянські заводи «Тасма» і «Свема». Деяка кількість апаратури такого формату вироблялося в СРСР. Не отримав розвитку також формат кіноплівки 11,5-мм, створений в середині 1960-х років компанією «Kenner» на основі одинарної 8-мм кіноплівки. Додаткова ширина використовувалася для розміщення оптичної звукової доріжки.
У 2011 році на основі кіноплівки 2×8 розроблений новий формат «Ultra Pan 8» (UP8), що використовує всю ширину за один прохід. Стандарт є, по суті, модифікацією 16-мм кіноплівки з укороченим кроком кадру, що має співвідношенням сторін 2,8:1. Розміри кадрового вікна складають 10,52×3,75 мм. Для зйомки використовуються модифіковані 16-мм камери «Bolex» зі зміненим кроком грейфера і передавальним механізмом. Формат використовується для кіновиробництва за цифровою технологією Digital Intermediate. Однак, проєкція таких фільмів можлива після переробки звичайних 16-мм кінопроєкторів.
Частина кіношкіл та інститутів телебачення, таких як кіновідділення Міського Коледжу Сан-Франциско або телевізійний факультет Університету Північного Техасу використовують у процесі навчання студентів 8-мм кіноплівку. Вважається, що знайомство з класичною оптичною технологією кіновиробництва таким способом полегшує розуміння основних принципів аудіовізуальних мистецтв.